# Eugatha thermochroa
Eugatha thermochroa är en fjärilsart som beskrevs av George Francis Hampson 1911. Eugatha thermochroa ingår i släktet Eugatha och familjen nattflyn. Inga underarter finns listade i Catalogue of Life.